# Federación Boliviana de Rugby
La Federación Boliviana de Rugby (FBR) es la asociación reguladora del rugby en ese país.

## Reseña
Fue creado en el 2009 con 8 equipos fundadores bajo el mando de Rafael Suárez, posteriormente se agregaron otros clubes.
La FBR tiene en agenda instituir la Liga Boliviana de Rugby como un requisito para que se incluya el deporte en los Juegos Sudamericanos de Cochabamba 2018 con el apoyo de Sudamérica Rugby (SAR), para ello, se formó las selecciones femenina y masculina en modalidad de rugby 7.
El actual presidente es Gonzalo Mancilla
En el 2018, en São Paulo, Brasil los dirigentes de Sudamérica Rugby reunidos en asamblea resolvieron aceptar a la FBR como miembro asociado.

## Clubes afiliados

### Fundadores
- Jenecherú (Santa Cruz)
- Santa Cruz Rugby Club (Santa Cruz)
- Brangus Rugby Club (Santa Cruz)
- Universitario Rugby Club (Cochabamba)
- La Paz Rugby Club (La Paz)
- Tarija Rugby Club (Tarija)
- Universitario Rugby Club (Tarija)
- Yacuiba Rugby Club (Yacuiba)

### Afiliados posteriormente
- Aranjuez Rugby Club (Santa Cruz)
- Oruro Rugby Club (Oruro)
- Jaguares  Rugby club (villa Montes)
- Supay Rugby Club
- Tunari Rugby Cochabamba
- Tigres Rugby Club (Santa Cruz)
- Spartans Rugby Club (La Paz)